# Azad Khan Afghan
Azād Khān Afghān (en pastún: آزاد خان افغان‎ ), o Azād Shāh Afghān (آزاد شاه افغان) (muerto 1781), fue un  comandante militar y uno de los contendientes por la supremacía en Irán occidental tras la muerte de Nader Shah Afshar en 1747. Azad ascendió al poder entre 1752 y 1757, y controló parte de la región de Azerbaiyán hasta Urmia, el norte y noroeste de Persia, y partes de Turkmenistán suroccidental y delKurdistán oriental. Azad fue contemporáneo de Ahmad Shah Durrani, el fundador del imperio durrani.

## Comienzos
Azad nació en la ciudad de Andar, al este de Gazni, Afganistán, en el clan Sulaimankhel de la confederación Ghilji. Se unió al ejército de Nader Shah  alrededor de 1738 y participó en sus campañas en India e Irán. Cuando Nader fue asesinado, él era el segundo al mando de Amir Aslan Khan Qerglu Afshar, gobernador de Azerbaiyán.

## Ascenso al poder
Azad jugó un papel prominente en las luchas por el poder que siguieron a la muerte de Nader. Desertó rápidamente del Khan asiático y se unió al sobrino y potencial sucesor de Nader, Ebrahim Mirza, y consiguió para sí el título de khan. En 1749, Ebrahim fue derrotado por el nieto de Nader, Shahrukh Shah, Azad Khan y su caballería se unieron a Mīr Sayyed Moḥammad, superintendente en Mashhad, que dio orden de retirada a las marcas occidentales de Irán. Continuó implicándose en los disturbios en Irán y, a través de una serie de alianzas con los kurdos locales y los caciques turcos y una política de compromiso con el gobernante Georgiano Erekle II, Azad controló todo el territorio entre Ardabil y Urmia r 1752.

## Caída
Azad, derrotado en la batalla de Kirkhbulakh, ffracasó a la hora de obtener tierras al norte del Aras debido al poder Georgiano, pero consiguió, en 1753, anexionar las provincias centrales de los Zagros. Iba a unir sus fuerzas con el dirigente Bakhtiari Ali-Mardan Khan, avanzando desde Bagdad contra el regente de facto de Irán occidental, Karim Khan del clan Zand, pero la unión fue evitada por la victoria de Karim sobre Ali-Mardan Khan. Azad Khan tuvo que retroceder, pero infligió una grave derrota a los Zand ejército tomó la fortaleza de Pari, cerca de Malayer. En 1754, Azad, se alió con el jefe Afshar Fath-Ali Khan, atacó a Karim en Qomesa y ocupó Shiraz, empujándole a Kazerun. Los Zand finalmente derrotaron a Fath-Ali Khan y tomaron Shiraz el 29 de noviembre de 1754, marcando el fin de la fortuna de  Azad. En junio de 1757, había perdido Isfahán, Tabriz, y Urmia contra los Qajars de Mazandaran bajo Mohammad Hasan Khan. Azad huyó a Bagdad y, tras un intento fallido de regreso, se refugió en la corte de Erekle II en Tbilisi, Georgia, en 1760. En 1762, se sometió al victorioso Karim Khan, por aquel tiempo señor de todo el norte de Irán, y acabó sus días pensionado de forma honorífica por Karim en Shiraz. Azad murió en 1781 y, según su voluntad, fue enterrado en su tierra natal, Kabul, muchos centenares de millas al este.